# Hilarius von Arles
Hilarius von Arles (* 401; † 449) war ein spätantiker Bischof in der südfranzösischen Stadt Arles im 5. Jahrhundert.
Hilarius wurde durch seinen Onkel, den Bischof Honoratus, zum Christentum bekehrt. Nachdem er sein Erbe verkauft hatte, ging er in ein streng asketisches Kloster auf die Îles de Lérins, der Abtei Lérins. Um das Jahr 430 wurde er von Honoratus wegen seiner geistigen Fähigkeiten und des guten Lebenswandels zum Nachfolger gewählt und auf Betreiben des weströmischen Heermeisters Cassius auch eingesetzt.
Hilarius versuchte die Askese im Klerus zu fördern und bekämpfte die augustinische Prädestinationslehre. Seine Predigten waren von einem eher einfachen Stil. Nachdem er sich mit Papst Leo I. in einen Streit verwickelt hatte, wurde er von ihm im Jahr 445 als Bischof abgesetzt.
Hilarius verfasste eine Heiligenvita seines Lehrers Honoratus von Arles.
Die wichtigste Quelle für Hilarius’ Leben ist die um 480 von seinem Schüler Honoratus von Marseille verfasste Heiligenvita Vita Sancti Hilarii Episcopi Arelatensis.